# East Fork Etivluk River
Der East Fork Etivluk River ist ein 110 km langer rechter Nebenfluss des Etivluk River im Bereich der North Slope im Norden des US-Bundesstaats Alaska. 

## Flusslauf
Der East Fork Etivluk River entspringt im Norden der Brookskette auf einer Höhe von etwa 1600 m. Er fließt anfangs in nördlicher Richtung durch das Bergland. Bei Flusskilometer 84 erreicht der Fluss die Arktische Ebene. Ab Flusskilometer 58 wendet sich der East Fork Etivluk River allmählich in Richtung Nordnordwest. Bei Flusskilometer 52 und 37 nimmt der East Fork Etivluk River die beiden größeren Nebenflüsse Ivotuk Creek und Iteriak Creek linksseitig auf. Der East Fork Etivluk River mündet schließlich auf einer Höhe von 290 m in den nach Norden strömenden Etivluk River, 18 km oberhalb dessen Mündung in den Colville River.

## Einzugsgebiet
Der East Fork Etivluk River entwässert mit seinen Nebenflüssen eine in Ost-West-Richtung verlaufende Gebirgskette im Norden der Brookskette nach Norden hin. Das etwa 1540 km² große Einzugsgebiet des East Fork Etivluk River grenzt im Osten an das des Kurupa River sowie im Süden und im Westen an die Einzugsgebiete der Etivluk-Nebenflüsse Nigu River und Kutchaurak Creek. Der südöstliche Teil des Einzugsgebietes liegt im Gates-of-the-Arctic-Nationalpark, der südwestliche Teil in der Nigu-Iteriak Area of Critical Environmental Concern, ein vom Bureau of Land Management betriebenes Schutzgebiet, das dem Erhalt geologischer und kultureller Denkmale dient.

## Namensgebung
Der Flussname tauchte auf einer Landkarte auf, die im Jahr 1925 von Gerald FitzGerald vom U.S. Geological Survey angefertigt wurde.